# 佐野市立山形小学校
佐野市立山形小学校（さのしりつ やまがたしょうがっこう）は、栃木県佐野市山形町にあった公立小学校。2020年佐野市立あそ野学園義務教育学校に統合・改組。

## 概要
通称は「山形小」「山小」など。
学校の理念に、自他の生命や人権を尊重する温かな人間関係の醸成とあるが、親子二世代に渡るいじめ事件が発生し、報道関係部署からニュースで全国報道されたことがある。

## 沿革
- 1874年 - 御所入報恩寺[注釈 1]内に創立[2]。
- 1886年 - 安蘇郡小学校9番区山形小学校と改称。
- 1941年 - 国民学校令により新合第2国民学校と改称。
- 1947年 - 学制改革により新合村立山形小学校に改組・改称。
- 1955年 - 町村合併により田沼町立山形小学校と改称。
- 1991年 - 現在の鉄筋2階建校舎完成。
- 2004年2月28日 - 市町合併により佐野市立山形小学校と改称。
- 1982年・1983年 - 文部省指定勤労生産学習研究推進校。
- 1993年 - 金銭教育研究校指定。
- 1995年 - 高齢者福祉教育啓発推進事業実施校指定。
- 1996年・1997年 - いきいきマイスクールインとちぎ研究推進校指定。
- 1999年・2000年 - 田沼町より同和教育研究校指定。
- 2004年・2005年 - 豊かな体験活動推進校指定。
- 2005年 - アグリ体験学習事業実施校指定。
- 2011年 - 特別支援学級新設。
- 2014年・2015年 - 佐野市教育委員会指定英語活動研究推進校。
- 2015年 - ママ友いじめ自殺事件発生
- 2020年4月1日 - 佐野市立あそ野学園義務教育学校に統合・改組

## 通学区域
- 佐野市
  - 山形町[3]
  - 梅園町
  - 閑馬町の一部